# Margarete Zuelzer
Margarete Hedwig Zuelzer (2 février 1877 - 29 août 1943) est une biologiste et zoologiste allemande spécialisée dans l'étude des protozoaires. 

## Biographie
Margarete Zuelzer est la fille du fabricant de textiles juif Julius Zuelzer (1838–1889) et Henriette née Friedlaender (1852–1931). 

### Études
Elle étudie les sciences naturelles à l'université Humboldt de Berlin et à l'université de Heidelberg. Elle est parmi la première génération de femmes à fréquenter officiellement l'université en Allemagne. Étudier la science en particulier est si inhabituel pour une femme à l'époque que Zuelzer doit obtenir une autorisation spéciale de chacun de ses professeurs pour assister à leurs cours. Elle obtient son doctorat en 1904 avec une thèse sur Difflugia urceolata Carter, un protozoaire. Cela fait d'elle la 37e femme à avoir obtenu un doctorat à l'université de Heidelberg et la sixième à en avoir obtenu un de sa faculté des sciences naturelles. 

### Carrière
En 1907, elle devient assistante au centre de traitement des eaux de Berlin. 
En 1916, elle prend un poste à l'Office impérial à la Santé (Kaiserliches Gesundheitsamt), plus tard au ministère de la Santé du Reich (Reichsgesundheitsamt). Après 1919, elle dirige le Laboratoire Protozoaires de Berlin-Dahlem et est l'une des rares femmes au conseil consultatif, parfois la seule. 
De 1926 à 1929, elle est invitée par le gouvernement néerlandais à mener une étude sur la « maladie de Weil » dans les Indes néerlandaises, plus précisément à Bali, Sumatra et Java. De retour en Allemagne, elle entre à l'Institut Kaiser-Wilhelm de chimie physique et d'électrochimie. 
En avril 1933, elle perd son poste au Laboratoire Protozoa en raison de la loi pour la restauration de la fonction publique professionnelle, qui autorise le licenciement de fonctionnaires de « descendance non aryenne ». Zuelzer écrit un appel démontrant le soutien de ses ancêtres au nationalisme allemand, mais cela ne fait aucune différence. Après la nuit de Cristal le 9 novembre 1939, Zuelzer immigre aux Pays-Bas, où elle obtient un poste à l'Institut d'hygiène tropicale, dirigé par Wilhelm Schüffner. 

### Famille
Sa sœur Gertrud Zuelzer, peintre réputée, est arrêtée en septembre 1942 et envoyée à Theresienstadt après une tentative infructueuse de fuir l'Allemagne vers la Suisse. Margarete lui envoie des paquets de vêtements et des crayons de couleur avec lesquels Gertrud dessine des portraits d'autres prisonniers en échange de nourriture. Cette dernière crédite les colis de sa sœur Margarete comme la raison pour laquelle elle a pu survivre,. 
En avril 1943, Margarete Zuelzer est contrainte de s'installer dans un ghetto juif à Amsterdam. Le 21 mai, elle est envoyée au camp de transit de Westerbork. Avant son expulsion, son ami et collègue Wilhelm Schüffner tente en vain de lui procurer un poste spécial. Elle meurt finalement de faim à Westerbork le 23 août 1943, à l'âge de 66 ans,,. 
En 2012, un Stolpersteine est déposé en sa mémoire à l'Eichkampstrasse 108 à Berlin, sa dernière résidence dans la ville